# Publi Considi
|  | Per a altres significats, vegeu «Publi Considi Llong». |

Publi Considi (en llatí Publius Considius) va ser un militar romà que va servir sota Juli Cèsar a la Gàl·lia l'any 58 aC. Formava part de la gens Consídia, una gens romana d'origen plebeu.
Era un soldat veterà, que ja havia servit abans amb Sul·la i més tard amb Marc Licini Cras Dives i, per tant, un element d'importància dins les forces de Cèsar.